# Балин, Николай Николаевич
Николай Николаевич Балин (18 декабря 1930 — 14 ноября 1998) — Герой Социалистического Труда, лауреат Государственной премии СССР, генеральный директор Сыктывкарского лесопромышленного комплекса, заместитель министра природных ресурсов и охраны окружающей среды Республики Коми — директор Департамента охраны окружающей среды и природных ресурсов.

## Биография
Родился 18 декабря 1930 года в деревне Новое Вологодской области в семье служащих.
В 1954 году окончил Высшее военно-морское инженерное училище имени Ф. Э. Дзержинского.
С 1954 по 1958 год служил на Тихоокеанском флоте. Уволен в запас по сокращению штатов.
С 1958 по 1963 год работал инженером-энергетиком в управлении целлюлозно-бумажной и деревообрабатывающей промышленности Вологодского совнархоза.
С марта 1964 года по 1970 год работал главным энергетиком на Сыктывкарском ЛПК (СЛПК), заместителем директора по энергетике, главным инженером комбината.
В 1965—1966 годах находился в командировке в Швеции на стажировке и приёмке оборудования для СЛПК.
С мая 1970 года по 1981 год — директор, с 1981 по август 1988 года — генеральный директор СЛПК.
С 1973 года — член обкома КПСС. Делегат XXVII съезда КПСС.
За успешное освоение технологии выпуска печатных видов бумаги с использованием лиственной древесины в 1982 году удостоен звания лауреата Государственной премии СССР, а в 1986 году звания Героя Социалистического Труда. Заслуженный работник народного хозяйства Коми АССР.
В 1988—1994 годах — председатель Государственного комитета Коми по охране природы.
С 1994 по 1998 годы — заместитель министра природных ресурсов и охраны окружающей среды республики.
Депутат Верховного Совета Коми АССР VIII—XI созывов. Избирался председателем Верховного Совета Коми АССР XI созыва.
Скоропостижно скончался 14 ноября 1998 года.

## Награды
- Государственная премии СССР (1982)
- Герой Социалистического труда (1986)
- Орден Ленина
- Орден Октябрьской Революции,
- Два ордена Трудового Красного Знамени
- Орден «За заслуги перед Отечеством» 3-й степени (1996)[1]
- Золотая, серебряная и бронзовая медали ВДНХ СССР.
- Медали СССР и соцстран.

## Память
- 22 июня 1999 года на здании заводоуправления Сыктывкарского ЛПК открыта мемориальная доска Николаю Николаевичу Балину[2].
- В 1999 году в Сыктывкаре был учреждён ежегодный открытый всероссийский турнир по мини-футболу памяти Николая Балина[3].
- С 1 сентября 2001 года учреждены две ежегодные стипендии имени Н. Н. Балина в размере 500 рублей каждая ежемесячно для студентов из малоимущих семей, обучающихся в Международном независимом эколого — политологическом университете[4].

## Семья
- Дочь — Балина Наталья Николаевна